# Ponthévrard
Ponthévrard est une commune française située dans le département des Yvelines en région Île-de-France.

## Géographie

### Description
Village périurbain entre la forêt des Yvelines et la Beauce, Ponthévrard est situé au sud-ouest Saint-Arnoult-en-Yvelines, à une cinquantaine de kilomètres au sud-ouest de Paris, à 12 km au sud de Rambouillet, à 33 km au nord-est de Chartres et à 72 km au nord d'Orléans.
C'est au sud de Ponthévrard que l'autoroute A11 se sépare de l'autoroute A10. La commune est également traversée au sud par la LGV Atlantique.
La commune est desservie par la ligne 03 du réseau de bus Centre et Sud Yvelines.

### Communes limitrophes
Les communes limitrophes sont Saint-Arnoult-en-Yvelines, Saint-Martin-de-Bréthencourt, Sainte-Mesme et Sonchamp.

### Hydrographie
Le ruisseau la Gironde, affluent de l'Orge, y prend sa source.L'Orge est un affluent de la rive gauche de la Seine.

### Climat
Pour des articles plus généraux, voir Climat de l'Île-de-France et Climat des Yvelines.
En 2010, le climat de la commune est de type climat océanique dégradé des plaines du Centre et du Nord, selon une étude du CNRS s'appuyant sur une série de données couvrant la période 1971-2000. En 2020, Météo-France publie une typologie des climats de la France métropolitaine dans laquelle la commune est exposée à un climat océanique altéré et est dans la région climatique Sud-ouest du bassin Parisien, caractérisée par une faible pluviométrie, notamment au printemps (120 à 150 mm) et un hiver froid (3,5 °C).
Pour la période 1971-2000, la température annuelle moyenne est de 10,5 °C, avec une amplitude thermique annuelle de 15 °C. Le cumul annuel moyen de précipitations est de 650 mm, avec 10,9 jours de précipitations en janvier et 7,8 jours en juillet. Pour la période 1991-2020, la température moyenne annuelle observée sur la station météorologique la plus proche, située sur la commune de Dourdan à 8 km à vol d'oiseau, est de 11,4 °C et le cumul annuel moyen de précipitations est de 654,2 mm,. Pour l'avenir, les paramètres climatiques de la commune estimés pour 2050 selon différents scénarios d'émission de gaz à effet de serre sont consultables sur un site dédié publié par Météo-France en novembre 2022.

## Urbanisme

### Typologie
Au 1er janvier 2024, Ponthévrard est catégorisée petite ville, selon la nouvelle grille communale de densité à sept niveaux définie par l'Insee en 2022.
Elle est située hors unité urbaine. Par ailleurs la commune fait partie de l'aire d'attraction de Paris, dont elle est une commune de la couronne,. Cette aire regroupe 1 929 communes,.

### Occupation des sols
Le tableau ci-dessous présente l'occupation des sols de la commune en 2018, telle qu'elle ressort de la base de données européenne d’occupation biophysique des sols Corine Land Cover (CLC).
| Type d’occupation                           | Pourcentage | Superficie (en hectares) |
| ------------------------------------------- | ----------- | ------------------------ |
| Tissu urbain discontinu                     | 18,6 %      | 49                       |
| Terres arables hors périmètres d'irrigation | 64,3 %      | 169                      |
| Forêts de feuillus                          | 17,1 %      | 45                       |
| Source : Corine Land Cover                  |             |                          |

### Lieux-dits et écarts
La commune compte un certain nombre de lieux-dits administratifs répertoriés consultables ici dont les Châtelliers.

## Toponymie
Le nom de la localité est attesté sous la forme Pons Ebrardi en 1162.
Il s'agit d'un pont déterminé par le nom de personne germanique Eberhard > Evrard.

## Histoire
Villa gallo-romaine à grand jardin, dont les vestiges sont connus et décrits depuis 1849, au lieu-dit les Châtelliers.
La commune a été desservie par la ligne de chemin de fer Paris-Chartres par Gallardon qui la reliait à Chartres dès 1917 mais cette ligne est restée inachevée vers Paris et a été finalement déclassée en 1953.

## Politique et administration

### Rattachements administratifs et électoraux
Rattachements administratifs
Antérieurement à la loi du 10 juillet 1964, la commune faisait partie du département de Seine-et-Oise. La réorganisation de la région parisienne en 1964 fit que la commune appartient désormais au département des Yvelines et à son arrondissement de Rambouillet après un transfert administratif effectif au 1er janvier 1968.
Elle faisait partie de 1801 à 1967 du canton de Dourdan-Sud de Seine-et-Oise. Lors de la mise en place des Yvelines, la ville intègre le canton de Saint-Arnoult-en-Yvelines. Dans le cadre du redécoupage cantonal de 2014 en France, cette circonscription administrative territoriale a disparu, et le canton n'est plus qu'une circonscription électorale.
Rattachements électoraux
Pour les élections départementales, la commune est membre depuis 2014 du canton de Rambouillet
Pour l'élection des députés, elle fait partie de la dixième circonscription des Yvelines.

### Intercommunalité
Ponthévrard était membre depuis 2012 de la communauté de communes Plaines et Forêts d'Yveline, un établissement public de coopération intercommunale (EPCI) à fiscalité propre créé en 2003 et auquel la commune avait transféré un certain nombre de ses compétences, dans les conditions déterminées par le code général des collectivités territoriales. Cette intercommunalité se transforme en communauté d'agglomération en 2015 sous le nom de Rambouillet Territoires Communauté d’Agglomération.
Dans le cadre des dispositions de la loi portant nouvelle organisation territoriale de la République du 7 août 2015, qui prévoit que les établissements publics de coopération intercommunale (EPCI) à fiscalité propre doivent avoir un minimum de 15 000 habitants, cette intercommunalité a fusionné avec ses voisines pour former, le 1er janvier 2017, la  communauté d'agglomération dénommée Rambouillet Territoires dont est désormais membre la commune.

### Liste des maires
| Période                                  | Période                   | Identité         | Étiquette | Qualité        |
| ---------------------------------------- | ------------------------- | ---------------- | --------- | -------------- |
| Les données manquantes sont à compléter. |                           |                  |           |                |
|                                          | mai 2020                  | Olivier Noël     |           |                |
| mai 2020                                 | juin 2021                 | Guy Dorison      |           | Démissionnaire |
| juin 2021                                | En cours (au 4 juin 2021) | Nathalia Bricaud |           |                |

## Population et société

### Démographie

#### Évolution démographique
L'évolution du nombre d'habitants est connue à travers les recensements de la population effectués dans la commune depuis 1793. Pour les communes de moins de 10 000 habitants, une enquête de recensement portant sur toute la population est réalisée tous les cinq ans, les populations de référence des années intermédiaires étant quant à elles estimées par interpolation ou extrapolation. Pour la commune, le premier recensement exhaustif entrant dans le cadre du nouveau dispositif a été réalisé en 2004.

En 2022, la commune comptait 700 habitants, en évolution de +12,54 % par rapport à 2016 (Yvelines : +2,72 %, France hors Mayotte : +2,11 %).
| 1793 | 1800 | 1806 | 1821 | 1831 | 1836 | 1841 | 1846 | 1851 |
| ---- | ---- | ---- | ---- | ---- | ---- | ---- | ---- | ---- |
| 188  | 213  | 188  | 181  | 217  | 220  | 203  | 187  | 192  |

| 1856 | 1861 | 1866 | 1872 | 1876 | 1881 | 1886 | 1891 | 1896 |
| ---- | ---- | ---- | ---- | ---- | ---- | ---- | ---- | ---- |
| 203  | 209  | 187  | 194  | 180  | 169  | 209  | 168  | 184  |

| 1901 | 1906 | 1911 | 1921 | 1926 | 1931 | 1936 | 1946 | 1954 |
| ---- | ---- | ---- | ---- | ---- | ---- | ---- | ---- | ---- |
| 181  | 179  | 191  | 160  | 160  | 151  | 144  | 121  | 133  |

| 1962 | 1968 | 1975 | 1982 | 1990 | 1999 | 2004 | 2006 | 2009 |
| ---- | ---- | ---- | ---- | ---- | ---- | ---- | ---- | ---- |
| 95   | 99   | 155  | 360  | 420  | 471  | 531  | 542  | 601  |

| 2014 | 2019 | 2022 | - | - | - | - | - | - |
| ---- | ---- | ---- | - | - | - | - | - | - |
| 620  | 664  | 700  | - | - | - | - | - | - |

#### Pyramide des âges
En 2018, le taux de personnes d'un âge inférieur à 30 ans s'élève à 37,2 %, soit en dessous de la moyenne départementale (38 %). De même, le taux de personnes d'âge supérieur à 60 ans est de 17,6 % la même année, alors qu'il est de 21,7 % au niveau départemental.
En 2018, la commune comptait 318 hommes pour 332 femmes, soit un taux de 51,08 % de femmes, légèrement inférieur au taux départemental (51,32 %).
Les pyramides des âges de la commune et du département s'établissent comme suit.
| Hommes | Classe d’âge | Femmes |
| ------ | ------------ | ------ |
| 0,0    | 90 ou +      | 0,0    |
| 5,2    | 75-89 ans    | 5,9    |
| 12,0   | 60-74 ans    | 12,1   |
| 24,9   | 45-59 ans    | 23,0   |
| 19,1   | 30-44 ans    | 23,3   |
| 11,7   | 15-29 ans    | 12,7   |
| 27,1   | 0-14 ans     | 23,0   |

| Hommes | Classe d’âge | Femmes |
| ------ | ------------ | ------ |
| 0,6    | 90 ou +      | 1,4    |
| 6      | 75-89 ans    | 7,8    |
| 13,5   | 60-74 ans    | 14,8   |
| 20,7   | 45-59 ans    | 20,1   |
| 19,6   | 30-44 ans    | 19,9   |
| 18,5   | 15-29 ans    | 16,8   |
| 21,2   | 0-14 ans     | 19,2   |

### Enseignement
Le village possède une école maternelle et primaire, qui accueille 73 élèves  en 2018 , comprenant une cantine ainsi qu'une médiathèque.

### Sports
Ponthévrard dispose d'un terrain de tennis ouvert, d'un terrain de football et d'un terrain multi-sports, de deux terrains de pétanque, et de tables de ping-pong.
L'ASCP (association sportive et culturelle de Ponthévrard) propose aux habitants des cours relatifs aux installations.

## Économie
De nombreux employés de Cofiroute habitent à Ponthévrard du fait de sa proximité avec le péage de Saint-Arnoult.
L'activité agricole est importante, avec 257 ha de terres agricoles en 2018 cultivées par trois exploitants.

## Culture locale et patrimoine

### Lieux et monuments
- Église Notre-Dame, dite Saint-Germain-de-Paris, église de style gothique remontant au XIe siècle[25] ;
- Oratoire de la Bonne Vierge. Cet oratoire, qui abrite une statue de Vierge à l'Enfant, fait l'objet d'un pèlerinage annuel ;
- Plusieurs lavoirs construits au XIXe siècle.

### Héraldique
| Blason de Ponthévrard | Blason  | De gueules au coq d'argent, crêté, barbé et membré d'or, portant sur son poitrail un écusson d'azur à la fleur de lis d'or, brochant. |
| Blason de Ponthévrard | Détails | Le statut officiel du blason reste à déterminer.                                                                                      |